# Else Frølich

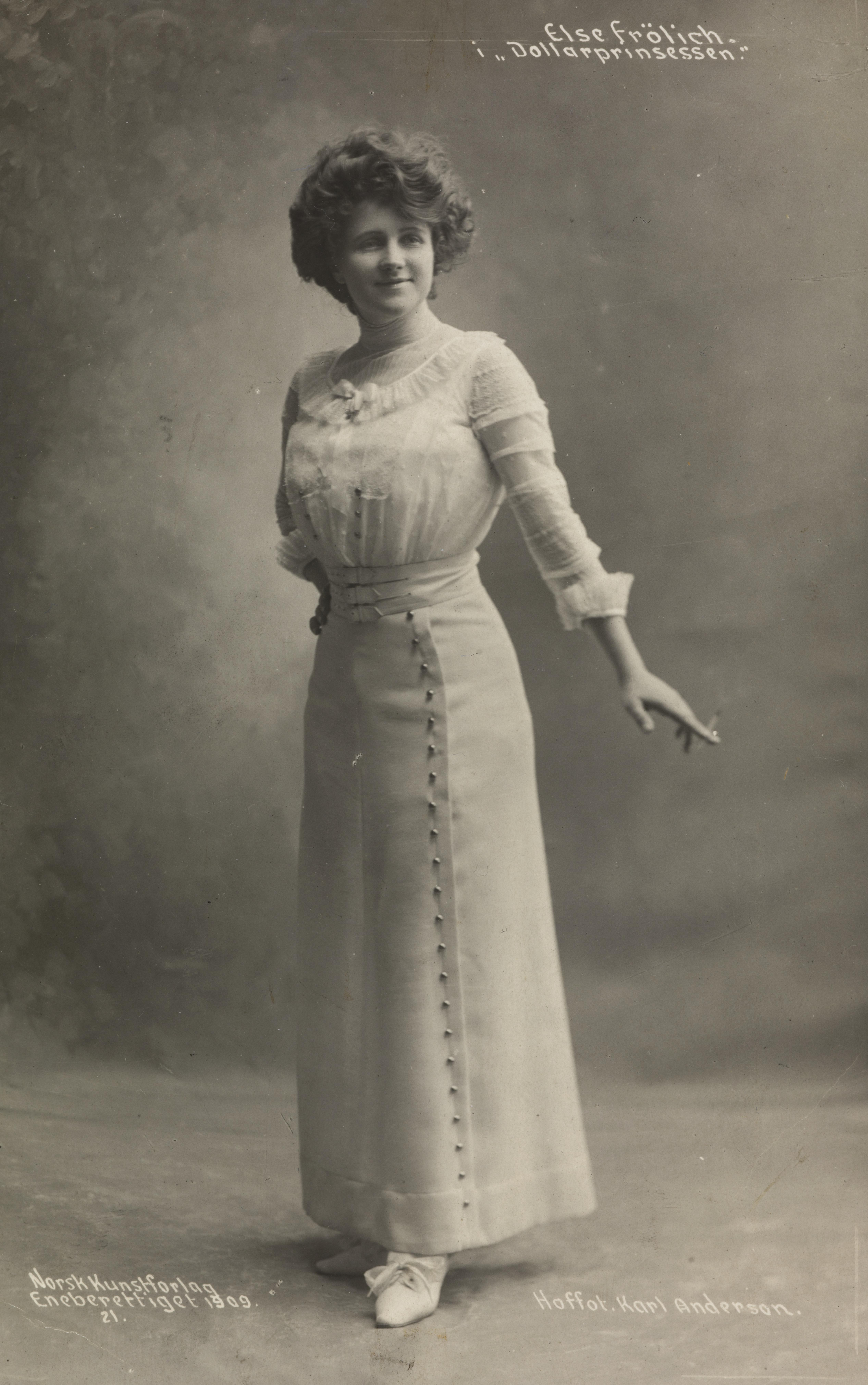
Else Frølich in Leo Falls Die Dollarprinzessin (1909)

Else Frølich, auch Else Frölich, geborene Eli Maria „Else“ Thaulow, verehelichte Else Sandberg, (* 31. August 1880 in Oslo-Vestre Aker, Norwegen; † 15. September 1960 in Kopenhagen, Dänemark) war eine norwegisch-dänische Schauspielerin und Sängerin und ein gefeierter Star des frühen dänischen Stummfilms.

## Leben

### Arbeit bei Bühne und Film
Die Tochter des norwegischen Malers Frits Thaulow (1847–1906) und der Dänin Ingeborg Charlotte Gad erhielt in Paris ihre künstlerische Ausbildung (in Gesang). Unmittelbar nach der Jahrhundertwende begann sie auf der Bühne zu singen und zu spielen und reüssierte vor allem in Operettenaufführungen. Mit der Titelrolle in Franz Lehárs Die lustige Witwe gelang ihr 1907 am Osloer Nationaltheater der Durchbruch. Eine ihrer größten Erfolge feierte Else Frølich 1909 in Leo Falls Die Dollarprinzessin, die sie mehrere hundert Mal sowohl in Dänemark (Det Ny Teater in Kopenhagen) als auch in Norwegen spielte. Ihr Partner dort war der bekannte dänische Schauspieler Poul Reumert.
1911 wurde Else Frølich von der Kopenhagener Nordisk Film als neuer Kinostar herausgestellt und mit zahlreichen Hauptrolle in führenden Produktionen dieser wichtigsten dänischen Produktionsgesellschaft herausgestellt. In den folgenden sechs Jahren baute die Nordisk mit verführerischen femme fatale-Rollen Else Frølich als Film-Vamp auf, zuletzt erhielt sie auch differenziertere Rollen. Noch vor Ende des Ersten  Weltkriegs war ihre Kinokarriere bereits wieder beendet, einige Filme (darunter auch solche mit dem bereits Anfang 1917 verstorbenen Kollegen Valdemar Psilander) liefen aber noch bis 1919/20 in dänischen Kinos an und fanden überdies auch den Weg in deutsche Lichtspielhäuser.

### Privates
Eli Thaulow nannte sich seit ihrer Eheschließung (1903) mit dem Opernsänger Louis de la Cruz Frølich (Frölich) (1872–1952), den sie in Paris kennengelernt hatte, Else Frølich bzw. Else Frölich. Nach ihrer Scheidung heiratete sie am 4. Oktober 1916 den dänischen Filmregisseur Anders Wilhelm Sandberg (1887–1938). Nach ihrer Eheschließung mit Sandberg kehrte Else Frølich der Schauspielerei den Rücken zu. 1919 wurde sie Mutter eines Sohnes, des späteren Komödienfilmproduzenten Henrik Thaulow Sandberg (1919–1993). 1960 wurde Else Frølich in Kopenhagen als Else Sandberg beerdigt.

## Filmografie
- 1911: Ein Kind der Sünde (Jernbanens datter)
- 1911: En lektion
- 1912: Den staerkeste
- 1912: Djævelens datter
- 1912: Herzenskämpfe (Hjertenes kamp)
- 1913: Midnatssolen
- 1913: Nar fruen gar på eventyr
- 1914: Kampen om barnet
- 1914: Der Apostel der Armen (Evangeliemandens liv)
- 1914: Detektivens barnepige
- 1915: Der Schickalspfeil (Giftpilen)
- 1915: Hendes fortid
- 1915: Der Fluch des Diamanten (Cowboy-Millionæren)
- 1915: Syndig kærlighed
- 1916: Mellem de yderste skaer
- 1916: For sin faders skyld
- 1916: Trumpf König (Inkognito)
- 1917: Die tötende Sonne (Solen der dræbte)
- 1917: Fesseln der Nacht (De mystiske fodspor)